# Anton Persson (Skilangläufer)
Anton Persson (* 26. Februar 1995 in Torsby) ist ein schwedischer Skilangläufer.

## Werdegang
Persson, der für den SK Bore startet, nahm im Januar 2013 in Östersund erstmals im Skilanglauf-Scandinavian-Cup teil und belegte dabei den 156. Platz im Sprint. Sein erstes Weltcuprennen lief er im Februar 2016 in Stockholm, welches er auf dem 70. Platz im Sprint beendete. Im August 2017 gewann er bei den Rollerski-Weltmeisterschaften in Sollefteå zusammen mit Erik Silfver die Silbermedaille im Teamsprint. Bei den U23-Weltmeisterschaften 2018 in Goms lief er auf den 26. Platz im Sprint, auf den 15. Rang im Skiathlon und auf den 14. Platz über 15 km klassisch. Anfang März 2018 holte er in Lahti mit dem 24. Platz im Sprint seine ersten Weltcuppunkte. Im Februar 2021 wurde er in Borås schwedischer Meister im Sprint und belegte bei den nordischen Skiweltmeisterschaften in Oberstdorf den 29. Platz im Sprint. Im folgenden Jahr belegte er bei den Olympischen Winterspielen in Peking den 24. Platz im Sprint.

## Teilnahmen an Weltmeisterschaften und Olympischen Winterspielen

### Olympische Spiele
- 2022 Peking: 24. Platz Sprint Freistil

### Nordische Skiweltmeisterschaften
- 2021 Oberstdorf: 29. Platz Sprint klassisch

## Platzierungen im Weltcup

### Weltcup-Statistik
Die Tabelle zeigt die erreichten Platzierungen im Einzelnen.
- 1.–3. Platz: Anzahl der Podiumsplatzierungen
- Top 10: Anzahl der Platzierungen unter den ersten zehn
- Punkteränge: Anzahl der Platzierungen innerhalb der Punkteränge
- Starts: Anzahl gelaufener Rennen in der jeweiligen Disziplin
- Hinweis: Bei den Distanzrennen erfolgt die Einordnung gemäß FIS.

| Platzierung               | Distanzrennen a | Distanzrennen a | Distanzrennen a | Distanzrennen a | Distanzrennen a | Skiathlon Verfolgung | Sprint | Etappen- rennen b | Gesamt | Team   | Team    |
| Platzierung               | ≤ 5 km          | ≤ 10 km         | ≤ 15 km         | ≤ 30 km         | > 30 km         | Skiathlon Verfolgung | Sprint | Etappen- rennen b | Gesamt | Sprint | Staffel |
| ------------------------- | --------------- | --------------- | --------------- | --------------- | --------------- | -------------------- | ------ | ----------------- | ------ | ------ | ------- |
| 1. Platz                  |                 |                 |                 |                 |                 |                      |        |                   |        |        |         |
| 2. Platz                  |                 |                 |                 |                 |                 |                      |        |                   |        |        |         |
| 3. Platz                  |                 |                 |                 |                 |                 |                      |        |                   |        |        |         |
| Top 10                    |                 |                 |                 |                 |                 |                      | 1      |                   | 1      |        |         |
| Punkteränge               |                 |                 |                 |                 |                 |                      | 17     |                   | 17     |        |         |
| Starts                    |                 | 3               | 2               | 1               |                 | 3                    | 28     | 1                 | 38     |        |         |
| Stand: Saisonende 2023/24 |                 |                 |                 |                 |                 |                      |        |                   |        |        |         |

### Weltcup-Gesamtplatzierungen
| Saison  | Gesamt | Gesamt | Sprint | Sprint |
| Saison  | Punkte | Platz  | Punkte | Platz  |
| ------- | ------ | ------ | ------ | ------ |
| 2017/18 | 15     | 118.   | 15     | 64.    |
| 2018/19 | 7      | 129.   | 7      | 80.    |
| 2019/20 | 23     | 99.    | 23     | 61.    |
| 2020/21 | 16     | 96.    | 16     | 56.    |
| 2021/22 | 90     | 48.    | 90     | 25.    |
| 2022/23 | 125    | 103.   | 125    | 54.    |
| 2023/24 | 26     | 153.   | 26     | 84.    |